# Andrzej Małkiewicz
Andrzej Małkiewicz (ur. 1950 we Wrocławiu) – polski politolog, profesor nauk społecznych, nauczyciel akademicki Uniwersytetu Zielonogórskiego. Zajmował się nazizmem i komunizmem, jego specjalnością jest historia doktryn polityczno-prawnych.

## Życiorys
W 1973 roku ukończył studia na Uniwersytecie Wrocławskim, pracę doktorską obronił w 1982. W 1991 roku uzyskał stopień doktora habilitowanego nauk humanistycznych w zakresie historii na Wydziale Historycznym UAM na podstawie pracy pt. „Karol Marks o przedkapitalistycznych stosunkach produkcji”. W 2015 roku uzyskał stopień profesora. Jest zatrudniony w Instytucie Politologii Wydziału Humanistycznego Uniwersytetu Zielonogórskiego.

## Wybrane publikacje
- Wybory czerwcowe 1989, Warszawa 1994;
- Pierwszy znak solidarności. Polskie odgłosy powstania ludowego w NRD w 1953 r., Wrocław 1998 (współautor: Krzysztof Ruchniewicz);
- Opór społeczny w Europie Środkowej w latach 1948-1953 na przykładzie Polski, NRD i Czechosłowacji, Wrocław 2004 (współautorzy: Łukasz Kamiński, Krzysztof Ruchniewicz);
- Komisja Rywina. Próba spojrzenia politologicznego, Wrocław 2005 (współautorzy: Monika Bil, Artur Błoński);
- Polska i Czechosłowacja w dobie stalinizmu (1948-1956). Studium porównawcze, Warszawa 2005 (współautor: Zdeněk Jirásek);
- Rząd Marcinkiewicza, Wrocław 2006.